# بیماری اتساع پیش‌معده
بیماری اتساع پیش معده یا PDD (Proventricular Dilatation Disease) یک بیماری مؤثر بر طوطی‌سانان است. این بیماری برای اولین بار توسط دکتر هنیس (Hanis L) در سال ۱۹۷۸ به رسمیت شناخته شد.

## علائم
پرنده مبتلا به PDD اغلب افسرده‌است، بالا می‌آورد، غذای هضم نشده در مدفوعش مشاهده می‌شود و اختلالات سیستم عصبی مرکزی را نشان می‌دهد. این موارد می‌تواند شامل آتاکسی، عدم توانایی در نشستن روی چوب نشیمن، لرزش سر و فلجی باشد. تشنج می‌تواند نشانه‌ای باشد پیش تر از اینکه نشانه‌های اختلال در گوارش مشاهده شود. در نهایت، به دلیل کمبود تغذیه ناشی از عدم توانایی در هضم و جذب مواد غذایی به مرور توده عضلانی سینه تحلیل می‌رود و تیغه می‌کند. همچنین PDD علائمی شبیه مسمومیت سرب یا روی، بلعیدن جسم خارجی و چند بیماری دیگر را دارد و تشخیص صحیح آن بسیار مهم است.

## تشخیص
تشخیص بیماری ورم معده (Proventricular Dilatation Disease) کار مشکلی است و نیاز به آزمایش‌های فیزیکی از جمله تست، آزمایش خون و سایز آزمایش‌های شیمیایی دارد.
پرنده مبتلا به PDD باید در قرنطینه قرار گیرد، و هیچ تماس مستقیم یا غیرمستقیم با پرندگان دیگر نداشته باشد.
اغلب، پرندگان هیچ نشانه‌ای از بیماری را نشان نمی‌دهند تا زمانی که، بیماری بسیار پیشرفت کند. در پرندگان، یک تعلل کوچک می‌تواند منجر به وخیم شدن سریع شرایط پرنده شود.